# Protogrammus
Protogrammus là một chi cá biển thuộc họ Cá đàn lia. Những loài trong chi này đều có phạm vi phân bố ở Đại Tây Dương. P. sousai ban đầu nằm trong chi Callionymus, nhưng sau đó đã được Fricke mô tả lại vào năm 1985, và ông đã xếp loài này vào một chi mới, là Protogrammus.

## Các loài
Có 3 loài được ghi nhận trong chi này:
- Protogrammus alboranensis Farias, Ordines, García-Ruiz & Fricke, 2016[5]
- Protogrammus antipodus Fricke, 2006[6]
- Protogrammus sousai (Maul, 1972)[2]